# Таврические сэрвы
Таврические сэрвы (самоназвание Таврича́ны) — одно из 5 известных сэрвицких территориальных подразделений, имеющие некоторые отличия в культуре и языке в сравнении с другими сэрвами. К данному территориальному подразделению относятся патрироды: Рябиши́, панченкы́, щербаты́, йикхалэ́, дашкы́/дашки́вськи, косьти́вськи, ғрыцькы́, кулябы, сурутюкы́, макарёнкы́ и т.д. Таврические сэрвы сформировались как отдельное территориальное подразделения на территории Таврической губернии, от чего и произошло самоназвание. Одно из наиболее консервативных сэрвицких территориальных подразделений, вели полуоседлый образ жизни до 1956 года. Преимущественно плохо владеют цыганским языком и пользуются в быту украинским. В настоящее время проживают в основном в Херсонской, Запорожской и Донецкой областях Украины, а также Ростовской области РФ. Традиционно занимались шорничеством, барышничеством, сапожным и кузнечным делом.